# Frank Wigglesworth Clarke
Pour les articles homonymes, voir Frank Clarke et Clarke.
Frank Wigglesworth Clarke (19 mars 1847 – 23 mai 1931) est un chimiste et géologue américain né à Boston, dans le Massachusetts, et ayant longtemps travaillé à Washington, D.C. au service de l'Institut d'études géologiques des États-Unis. Il est considéré avec le russe Vladimir Vernadsky et son collègue germano-norvégien Victor Moritz Goldschmidt comme un des pères de la géochimie moderne dans les années 1920, en raison de ses travaux fondateurs sur l'étude de la composition chimique de la croûte terrestre. La grandeur liée à cette composition, le clarke, est nommée d'après lui.

## Premières années et éducation
Frank Wigglesworth Clarke est né à Boston le 19 mars 1847, de Samuel Clarke et son épouse Abby Clarke, née Fisher. Samuel Clarke était marchand de matériel et de machines destinées au travail du fer. 
Abby Clarke est morte à peine dix jours après la naissance de Frank. Celui-ci est élevé par son grand-père unitarien à Uxbridge (Massachusetts) jusqu'au remariage de son père en 1851. La famille déménage alors pour vivre à Woburn, dans le Massachusetts, jusqu'en 1858, puis à Worcester jusqu'en 1866. Ils retournent alors à Boston. Après le départ de Frank pour ses études universitaires, Samuel Clarke déménage à Watertown où il réside jusqu'à sa mort en 1907.  
Frank Clarke suit son éducation à Woburn et Uxbridge, puis il est pensionnaire dans une école à Stoughton et diverses écoles à Boston. Il est inscrit à l'école scientifique Lawrence, de l'université de Harvard, en mars 1865, il y reçoit son bachelor of science en 1867 et devient professeur en chimie.

## Carrière académique

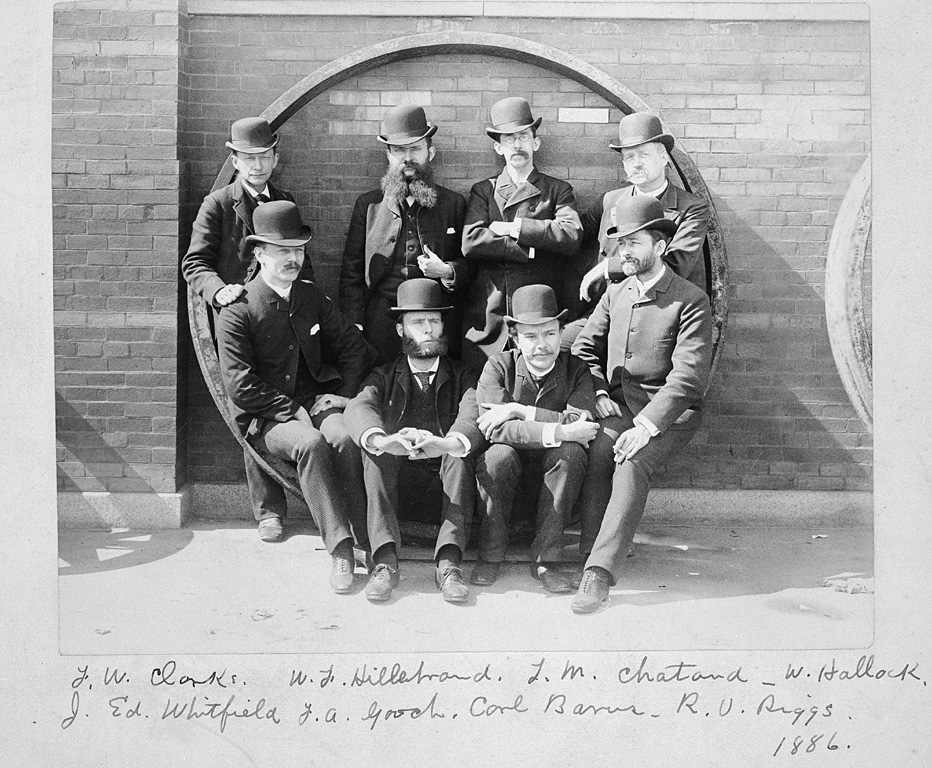
Frank Wigglesworth Clarke, rangée du fond, à gauche, avec des collègues.

Avant d'entrer au service de l'État, Frank Wigglesworth Clarke enseigne la chimie et la géochimie à l'université Howard (1873-1874), puis à l'université de Cincinnati (1874-1883). En 1874, il épouse Mary P. Olmstead, de Cambridge (Massachusetts). 

## Récompenses et reconnaissance
- Membre de la National Academy of Sciences[3],
- La médaille F.W. Clarke décernée par la société géochimique est nommée d'après lui,
- Le minéral Clarkeite est nommé d'après lui,
- La grandeur clarke est nommée d'après lui ; elle désigne teneur moyenne massique globale d'un élément dans la croûte terrestre.